# Muhammad ibn Músza l-Hvárizmi
Abu Abdalláh Muhammad ibn Músza al-Hvárizmi, latinosan Algorithmi (780 körül – 850 körül ) arabul alkotó perzsa tudós, matematikus, a matematika történetének egyik legjelentősebb képviselője.
A Hvárizm (ma Kiva) nevű városban született (görögül Horezm), Perzsia Horászán tartományában (ma Üzbegisztán). Családja Bagdadba költözött, és 813 és 833 között itt élt és alkotott.
Ő dolgozta ki a matematikai algoritmusok fogalmát (ami miatt néhányan a számítástechnika nagyapjának nevezik), és maga az algoritmus szó is nevének félrefordított latin változatából ered. Ezen túl azonban számos munkája foglalkozik az algebrával, trigonometriával, csillagászattal, földrajzzal és térképészettel. A lineáris és kvadratikus egyenletek esetében alkalmazott szisztematikus és logikus megközelítése adta meg az algebra alapjait, melynek neve a 830 év környékén készült „Hiszáb al-dzsabr va l-mukábala” (حساب الجبر و المقابلة arabul) című munkájából származik (a mű címében szereplő al-dzsabr szóból alakult ki az algebra kifejezés).

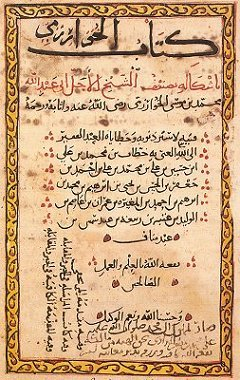
A Rövidítés és törlés tudománya egy oldala

Legjelentősebb eredményei saját kutatómunkáját dicsérik, ám sokat tett a görögök, az indiaiak és más népek matematikai tudásának összehangolása terén is. Neki köszönhető a helyi értéken alapuló, a nullát is tartalmazó indiai számjelölési rendszer nagyszerűségének felismerése és elterjesztése.
Hvárizmi rendszerezte és saját felfedezéseivel korrigálta Ptolemaiosz földrajzi kutatásait. Ő irányította egy, az akkor ismert világról készülő térkép munkálatait, 70 térképész közös alkotását. Munkássága latin fordításokon keresztül vált ismertté Európában, és kitörölhetetlen nyomot hagyott a nyugati tudomány fejlődésében, algebráról szóló könyve ismertette meg a kontinenssel ezt a tudományt, és az egyetemek alapvető tankönyve maradt egész a 16. századig. Mechanikai eszközökkel (óra, asztrolábium, napóra) is foglalkozott írásaiban.